# Schalleria bacillifera
Schalleria bacillifera är en kvalsterart som beskrevs av Balogh 1962. Schalleria bacillifera ingår i släktet Schalleria och familjen Microzetidae. Inga underarter finns listade i Catalogue of Life.